# Набережная реки Большой Невки
Набережная реки Большо́й Не́вки — набережная на левом берегу реки Большой Невки в Санкт-Петербурге. Проходит по Каменному острову от Ушаковского моста и Каменноостровского проспекта до Большой аллеи.
На своем пути набережная пересекает два канала — безымянный (19-й Каменноостровский мост) и Малый (20-й Каменноостровский мост).

## История
Название набережная реки Большой Невки известно с 1909 года.